# Victor Leloup
Victor Leloup   (Lieja, 13 de març de 1924 - Lieja, 22 de febrer de 2006) fou un pilot de motocròs belga, guanyador del primer Campionat d'Europa de motocròs mai disputat, el de 1952. Formà part també de la selecció belga que guanyà el Motocross des Nations el 1951.
Entre moltes altres victòries, el 1947 guanyà el primer motocròs disputat a La Citadelle de Namur, una cursa que amb els anys esdevindria Gran Premi de Bèlgica i arribaria a ser una de les més emblemàtiques d'aquest esport.
Domiciliat a Bressoux, al moment de la seva mort (esdevinguda a 81 anys) deixava tres filles i tres nets.

## Palmarès internacional
| Any  | Motocicleta | 500cc | MXDN |
| ---- | ----------- | ----- | ---- |
| 1951 | FN          | -     | 1r   |
| 1952 | Saroléa     | 1r    |      |
| 1953 | FN          | 3r    |      |
| 1954 | FN          | 3r    |      |
| 1955 | FN          | 4t    |      |

Notes
1. ↑  La classificació consignada a MXDN fa referència a la posició final obtinguda per l'equip estatal
2. ↑  Fins al 1951 inclòs no existia el Campionat d'Europa